# Dirty Pretty Things (Band)
Dirty Pretty Things waren eine britische Rockband um die Libertines-Mitglieder Carl Barât und Gary Powell.

## Geschichte
Die Dirty Pretty Things bestanden aus den Mitgliedern Carl Barât (Gesang, Gitarre), Gary Powell (Schlagzeug) sowie Didz Hammond (Bass) und Anthony Rossomando (Gitarre). Sie wurden im Jahr 2005 von Carl Barat, Gary Powell und Anthony Rossomando, welcher zum Ende der Libertines auf Konzerten Pete Doherty an der Gitarre vertrat, gegründet. Didz Hammond ist ein ehemaliges Mitglied von The Cooper Temple Clause.
Die Debüt-Single, Bang Bang You’re Dead, erreichte im Mai 2006 Platz 5 der UK Top 40; im gleichen Monat wurde ihr erstes Album, Waterloo To Anywhere veröffentlicht. Im November selben Jahres wurde die DVD Puffing On A Coffin Nail (Live At The Forum) veröffentlicht. Die DVD enthält Liveauftritte der Band in London, Paris und Rom sowie Making-ofs der Videos.
Eigentlich hätten sie 2006 als Support der schwedischen Rockband Mando Diao in Deutschland auftreten sollen, jedoch mussten sie alle Deutschlandtermine bis auf Weiteres absagen. Ersetzt wurden sie durch Razorlight. Mando Diao tourten im selben Jahr hingegen als Vorband für Dirty Pretty Things durch Großbritannien. Bei der Ode-to-Open-Air-Tour von Mando Diao im Sommer 2007 wurde nachgeholt, was im Jahr zuvor nicht funktioniert hatte. Bei zwei Konzerten in Deutschland spielten die Dirty Pretty Things als Support der Schweden. 2007 spielte die Band ebenfalls als Unterstützung von Muse und den Red Hot Chili Peppers.
Am 1. Oktober 2008 gab die Band in einer Meldung auf ihrer Website bekannt, sich nach der Tour im Herbst 2008 auflösen zu wollen, da es an der Zeit sei, neue Dinge auszuprobieren.

## Diskografie

### Studioalben
| Jahr | Titel                   | Höchstplatzierung, Gesamtwochen, AuszeichnungChartplatzierungen (Jahr, Titel, Platzierungen, Wochen, Auszeichnungen, Anmerkungen) | Höchstplatzierung, Gesamtwochen, AuszeichnungChartplatzierungen (Jahr, Titel, Platzierungen, Wochen, Auszeichnungen, Anmerkungen) | Höchstplatzierung, Gesamtwochen, AuszeichnungChartplatzierungen (Jahr, Titel, Platzierungen, Wochen, Auszeichnungen, Anmerkungen) | Höchstplatzierung, Gesamtwochen, AuszeichnungChartplatzierungen (Jahr, Titel, Platzierungen, Wochen, Auszeichnungen, Anmerkungen) | Anmerkungen                         |
| Jahr | Titel                   | DE | AT | UK | US | Anmerkungen                         |
| ---- | ----------------------- | --- | --- | --- | --- | ----------------------------------- |
| 2006 | Waterloo to Anywhere    | DE43 (3 Wo.)DE | — | UK3 Gold · (14 Wo.)UK | US200 (1 Wo.)US | Erstveröffentlichung: 8. Mai 2006   |
| 2008 | Romance at Short Notice | — | AT52 (3 Wo.)AT | UK35 (2 Wo.)UK | — | Erstveröffentlichung: 30. Juni 2008 |

### Singles
| Jahr | Titel Album                                | Höchstplatzierung, Gesamtwochen, AuszeichnungChartplatzierungen (Jahr, Titel, Album, Platzierungen, Wochen, Auszeichnungen, Anmerkungen) | Höchstplatzierung, Gesamtwochen, AuszeichnungChartplatzierungen (Jahr, Titel, Album, Platzierungen, Wochen, Auszeichnungen, Anmerkungen) | Höchstplatzierung, Gesamtwochen, AuszeichnungChartplatzierungen (Jahr, Titel, Album, Platzierungen, Wochen, Auszeichnungen, Anmerkungen) | Höchstplatzierung, Gesamtwochen, AuszeichnungChartplatzierungen (Jahr, Titel, Album, Platzierungen, Wochen, Auszeichnungen, Anmerkungen) | Anmerkungen                            |
| Jahr | Titel Album                                | DE | AT | UK | US | Anmerkungen                            |
| ---- | ------------------------------------------ | --- | --- | --- | --- | -------------------------------------- |
| 2006 | Bang Bang You’re Dead Waterloo to Anywhere | — | — | UK5 Silber · (17 Wo.)UK | — | Erstveröffentlichung: 24. April 2006   |
| 2006 | Deadwood Waterloo to Anywhere              | — | — | UK20 (3 Wo.)UK | — | Erstveröffentlichung: 10. Juli 2006    |
| 2006 | Wondering Waterloo to Anywhere             | — | — | UK34 (2 Wo.)UK | — | Erstveröffentlichung: 15. Oktober 2006 |
| 2008 | Tired of England Romance at Short Notice   | — | — | UK54 (1 Wo.)UK | — | Erstveröffentlichung: 23. Juni 2008    |

### Videoalben
- 2006: Puffing On A Coffin Nail (Live At The Forum)